# Caldera (Amerikaanse band)
Caldera was een Amerikaanse muziekgroep in het segment fusion.  De band werd opgericht door gitarist Jorge Strunz.

## Geschiedenis
Strunz is geboren in Costa Rica en is geïnspireerd door flamencomuziek, die hij thuis hoorde. Hij leerde gitaar spelen op een 3/4-model en kreeg op zijn elfde een “echte” gitaar. Zijn vader zat in het leger en gedurende zijn jeugd verhuisde Strunz naar Mexico, Colombia, Engeland, Canada en uiteindelijk naar de Verenigde Staten. Hij bezocht Georgetown University in Washington. Hij speelde in bandjes als The Collection (met enkele singles op RCA Victor) en Spectrum. Vervolgens trok hij naar Los Angeles en maakte kennis met de muziek van John McLaughlin en Chick Corea. In LA ontmoette hij blazer Steve Tavaglione.
Tavaglione werd geboren in Riverside (Californië)); zijn vader is onder meer operazanger. In Los Angeles ontmoetten de twee percussionist Mike Azevedo. Caldera werd opgericht met Strunz, Tavaglione en Azevedo. De ritmegroep wordt gevormd door  drummer Carlos Vega van Cuba en bassist Dean Cortez uit Florida, wiens vader jazzdrummer is. Andere leden zijn nog Aloisio Aguilar (toetsen) en Raul de Souza (trombone). Ne enige concerten aan de westkust van de VS kunnen ze kiezen uit twee platenlabels: Arista Records of Capitol Records. Het werd Capitol. Ze mogen een album opnemen voor 50.000 dollar, maar Aloisio vertrok naar Redbone. Strunz struinde LA af op zoek naar een nieuwe toetsenist en vond Eduardo del Barrio.
Eduardo del Barrio werd geboren in Mendoza (Argentinië). Zijn vader en vooral moeder (sopraan en pianolerares) geven hem en zijn andere broers en zusters muzieklessen. Vader en broers houden zich beperkt tot het schrijven van filmmuziek. Toen hij 15 jaar oud is, ging hij elders privélessen volgen; op zijn zeventiende kwam zijn eerste bandje. Inspirator voor del Barrio is het Modern Jazz Quartet. Toch verliet del Barrio de muziekwereld voor even; hij wilde bij de televisie werken. Daarna verhuisde hij naar New York, pakte de muziek weer op en vertrok naar Los Angeles om samen met een van zijn broers filmmuziek te schrijven onder andere voor bij Columbo. Hij schreef ook muziek voor Earth, Wind & Fire, waaronder Fantasy. Dan ontmoette hij Jorge Strunz en de basis van het echte Caldera is gelegd. Hun eerste plaat wordt opgenomen onder leiding van Wayne Henderson, ook al door Larkin Arnold ondergebracht bij Capitol Records. Er volgden een drietal elpees, die wel een goede recensie kregen; het was de tijd van fusion, maar commercieel flopte de band. Het tweede album, opgenomen onder leiding van Larry Dunn (Earth, Wind and Fire) haalde als enige de Billboard Album Top 200. In 1979 hield de band op te bestaan wegens gebrek aan succes.
Muziekblad OOR zag een gelijkenis tussen de muziek van Caldera en Weather Report.

## Discografie

### Singles
- 1976: Out of the blue / Guanacaste
- 1977: Sky islands / Love magnet (waarschijnlijk alleen een promosingle)

### Albums
- 1976: Caldera
- 1977: Sky islands
- 1978: Time and a chance
- 1979: Dreamer

Alleen Time and a chance is in 2015 (nog) niet op compact disc verschenen.